# Grand Prix moto de France 2014
Le Grand Prix moto de France 2014 est la 5e manche du championnat du monde de vitesse moto 2014.
La compétition s'est déroulée du 16 au 18 mai sur le circuit Bugatti du Mans devant 88 222 spectateurs.
C'est la 85e édition du Grand Prix moto de France.

## Classement des MotoGP
| Pos                        | Num | Pilote           | Moto           | Tours | Temps/Écart     | Grille | Points |
| -------------------------- | --- | ---------------- | -------------- | ----- | --------------- | ------ | ------ |
| 1                          | 93  | Marc Márquez     | Honda          | 28    | 44 min 03 s 925 | 1      | 25     |
| 2                          | 46  | Valentino Rossi  | Yamaha         | 28    | +1 s 486        | 5      | 20     |
| 3                          | 19  | Álvaro Bautista  | Honda          | 28    | +3 s 144        | 7      | 16     |
| 4                          | 44  | Pol Espargaró    | Yamaha         | 28    | +3 s 717        | 2      | 13     |
| 5                          | 26  | Dani Pedrosa     | Honda          | 28    | +4 s 077        | 9      | 11     |
| 6                          | 99  | Jorge Lorenzo    | Yamaha         | 28    | +7 s 088        | 6      | 10     |
| 7                          | 6   | Stefan Bradl     | Honda          | 28    | +11 s 527       | 4      | 9      |
| 8                          | 4   | Andrea Dovizioso | Ducati         | 28    | +22 s 103       | 3      | 8      |
| 9                          | 41  | Aleix Espargaró  | Forward Yamaha | 28    | +22 s 626       | 8      | 7      |
| 10                         | 38  | Bradley Smith    | Yamaha         | 28    | +23 s 108       | 10     | 6      |
| 11                         | 35  | Cal Crutchlow    | Ducati         | 28    | +25 s 780       | 12     | 5      |
| 12                         | 45  | Scott Redding    | Honda          | 28    | +39 s 523       | 16     | 4      |
| 13                         | 68  | Yonny Hernández  | Ducati         | 28    | +42 s 544       | 14     | 3      |
| 14                         | 7   | Hiroshi Aoyama   | Honda          | 28    | +42 s 736       | 17     | 2      |
| 15                         | 17  | Karel Abraham    | Honda          | 28    | +56 s 644       | 18     | 1      |
| 16                         | 70  | Michael Laverty  | PBM            | 28    | +1 min 14 s 123 | 21     |        |
| 17                         | 5   | Colin Edwards    | Forward Yamaha | 28    | +1 min 19 s 723 | 15     |        |
| 18                         | 23  | Broc Parkes      | PBM            | 28    | +1 min 30 s 934 | 20     |        |
| 19                         | 63  | Mike Di Meglio   | Avintia        | 28    | +1 min 34 s 521 | 22     |        |
| Ab.                        | 29  | Andrea Iannone   | Ducati         | 1     | Chute           | 11     |        |
| Ab.                        | 8   | Héctor Barberá   | Avintia        | 1     | Chute           | 19     |        |
| Ab.                        | 69  | Nicky Hayden     | Honda          | 0     | Chute           | 13     |        |
| Résultats Officiels MotoGP |     |                  |                |       |                 |        |        |
| Analyse par tour           |     |                  |                |       |                 |        |        |

| Pos | Num | Pilote           | Pts au championnat | Écart    |
| --- | --- | ---------------- | ------------------ | -------- |
| 1   | 93  | Marc Marquez     | 125 pts            |          |
| 2   | 26  | Dani Pedrosa     | 83 pts             | -42 pts  |
| 3   | 46  | Valentino Rossi  | 81 pts             | -44 pts  |
| 4   | 4   | Andrea Dovizioso | 53 pts             | -72 pts  |
| 5   | 99  | Jorge Lorenzo    | 45 pts             | -80 pts  |
| 6   | 6   | Stefan Bradl     | 39 pts             | -86 pts  |
| 7   | 44  | Pol Espargaro    | 38 pts             | -87 pts  |
| 8   | 41  | Aleix Espargaro  | 37 pts             | -88 pts  |
| 9   | 38  | Bradley Smith    | 34 pts             | -91 pts  |
| 10  | 19  | Alvaro Bautista  | 26 pts             | -99 pts  |
| 11  | 29  | Andrea Iannone   | 25 pts             | -100 pts |
| 12  | 69  | Nicky Hayden     | 23 pts             | -102 pts |
| 13  | 7   | Hiroshi Aoyama   | 21 pts             | -104 pts |
| 14  | 45  | Scott Redding    | 18 pts             | -107 pts |
| 15  | 68  | Yonny Hernandez  | 16 pts             | -109 pts |
| 16  | 35  | Cal Crutchlow    | 15 pts             | -110 pts |
| 17  | 17  | Karel Abraham    | 9 pts              | -116 pts |
| 18  | 5   | Colin Edwards    | 7 pts              | -118 pts |
| 19  | 9   | Danilo Petrucci  | 2 pts              | -123 pts |
| 20  | 8   | Hector Barbera   | 2 pts              | -123 pts |
| 21  | 23  | Broc Parkes      | 1 pts              | -124 pts |

## Classement Moto2
| Pos                       | Num | Pilote              | Moto           | Tours | Temps/Écart     | Grille | Points |
| ------------------------- | --- | ------------------- | -------------- | ----- | --------------- | ------ | ------ |
| 1                         | 36  | Mika Kallio         | Kalex          | 26    | 42 min 41 s 696 | 4      | 25     |
| 2                         | 3   | Simone Corsi        | Kalex          | 26    | +1 s 015        | 6      | 20     |
| 3                         | 53  | Esteve Rabat        | Kalex          | 26    | +1 s 303        | 2      | 16     |
| 4                         | 40  | Maverick Viñales    | Kalex          | 26    | +2 s 187        | 7      | 13     |
| 5                         | 39  | Luis Salom          | Kalex          | 26    | +3 s 619        | 3      | 11     |
| 6                         | 94  | Jonas Folger        | Kalex          | 26    | +3 s 918        | 1      | 10     |
| 7                         | 77  | Dominique Aegerter  | Suter          | 26    | +12 s 324       | 15     | 9      |
| 8                         | 12  | Thomas Lüthi        | Suter          | 26    | +15 s 552       | 5      | 8      |
| 9                         | 22  | Sam Lowes           | Speed Up       | 26    | +17 s 627       | 10     | 7      |
| 10                        | 21  | Franco Morbidelli   | Kalex          | 26    | +28 s 704       | 14     | 6      |
| 11                        | 23  | Marcel Schrötter    | Tech 3         | 26    | +33 s 593       | 17     | 5      |
| 12                        | 11  | Sandro Cortese      | Kalex          | 26    | +36 s 158       | 9      | 4      |
| 13                        | 4   | Randy Krummenacher  | Suter          | 26    | +36 s 227       | 24     | 3      |
| 14                        | 95  | Anthony West        | Speed Up       | 26    | +36 s 547       | 27     | 2      |
| 15                        | 55  | Hafizh Syahrin      | Kalex          | 26    | +36 s 672       | 26     | 1      |
| 16                        | 30  | Takaaki Nakagami    | Kalex          | 26    | +37 s 240       | 21     |        |
| 17                        | 81  | Jordi Torres        | Suter          | 26    | +37 s 572       | 22     |        |
| 18                        | 90  | Lucas Mahias        | TransFIORmers  | 26    | +44 s 600       | 19     |        |
| 19                        | 8   | Gino Rea            | Suter          | 26    | +48 s 311       | 23     |        |
| 20                        | 7   | Lorenzo Baldassarri | Suter          | 26    | +48 s 654       | 29     |        |
| 21                        | 18  | Nicolás Terol       | Suter          | 26    | +48 s 886       | 28     |        |
| 22                        | 2   | Josh Herrin         | Caterham Suter | 26    | +53 s 477       | 30     |        |
| 23                        | 97  | Román Ramos         | Speed Up       | 26    | +1 min 09 s 106 | 33     |        |
| 24                        | 25  | Azlan Shah          | Kalex          | 26    | +1 min 09 s 326 | 34     |        |
| 25                        | 70  | Robin Mulhauser     | Suter          | 26    | +1 min 09 s 550 | 35     |        |
| 26                        | 88  | Ricard Cardús       | Tech 3         | 26    | +1 min 21 s 355 | 8      |        |
| Ab.                       | 60  | Julián Simón        | Kalex          | 20    | Abandon         | 12     |        |
| Ab.                       | 96  | Louis Rossi         | Kalex          | 20    | Chute           | 18     |        |
| Ab.                       | 49  | Axel Pons           | Kalex          | 13    | Chute           | 25     |        |
| Ab.                       | 10  | Thitipong Warokorn  | Kalex          | 9     | Chute           | 32     |        |
| Ab.                       | 15  | Alex De Angelis     | Suter          | 6     | Chute           | 13     |        |
| Ab.                       | 45  | Tetsuta Nagashima   | TSR            | 5     | Chute           | 31     |        |
| Ab.                       | 5   | Johann Zarco        | Caterham Suter | 3     | Abandon         | 20     |        |
| Ab.                       | 54  | Mattia Pasini       | Kalex          | 2     | Chute           | 16     |        |
| Ab.                       | 19  | Xavier Siméon       | Suter          | 0     | Chute           | 11     |        |
| Résultats Officiels Moto2 |     |                     |                |       |                 |        |        |
| Analyse par tour          |     |                     |                |       |                 |        |        |

| Pos | Num | Pilote             | Pts au championnat | Écart   |
| --- | --- | ------------------ | ------------------ | ------- |
| 1   | 53  | Esteve Rabat       | 99 pts             |         |
| 2   | 36  | Mika Kallio        | 92 pts             | -7 pts  |
| 3   | 40  | Maverick Vinales   | 62 pts             | -37 pts |
| 4   | 77  | Dominique Aegerter | 58 pts             | -41 pts |
| 5   | 3   | Simone Corsi       | 53 pts             | -46 pts |
| 6   | 12  | Thomas Luthi       | 40 pts             | -59 pts |
| 7   | 39  | Luis Salom         | 39 pts             | -60 pts |
| 8   | 94  | Jonas Folger       | 31 pts             | -68 pts |
| 9   | 19  | Xavier Simeon      | 29 pts             | -70 pts |
| 10  | 11  | Sandro Cortese     | 29 pts             | -70 pts |
| 11  | 95  | Anthony West       | 27 pts             | -72 pts |
| 12  | 22  | Sam Lowes          | 25 pts             | -74 pts |
| 13  | 15  | Alex De Angelis    | 18 pts             | -81 pts |
| 14  | 81  | Jordi Torres       | 18 pts             | -81 pts |
| 15  | 23  | Marcel Schrotter   | 17 pts             | -82 pts |
| 16  | 88  | Ricard Cardus      | 13 pts             | -86 pts |
| 17  | 4   | Randy Krummenacher | 10 pts             | -89 pts |
| 18  | 21  | Franco Morbidelli  | 9 pts              | -90 pts |
| 19  | 5   | Johann Zarco       | 8 pts              | -91 pts |
| 20  | 96  | Louis Rossi        | 6 pts              | -93 pts |
| 21  | 30  | Takaaki Nakagami   | 6 pts              | -93 pts |
| 22  | 54  | Mattia Pasini      | 4 pts              | -95 pts |
| 23  | 55  | Hafizh Syahrin     | 3 pts              | -96 pts |
| 24  | 60  | Julián Simón       | 2 pts              | -97 pts |
| 25  | 18  | Nicolas Terol      | 2 pts              | -97 pts |

## Classement Moto3
| Pos                       | Num | Pilote                | Moto      | Tours | Temps/Écart     | Grille | Points |
| ------------------------- | --- | --------------------- | --------- | ----- | --------------- | ------ | ------ |
| 1                         | 8   | Jack Miller           | KTM       | 24    | 41 min 30 s 582 | 2      | 25     |
| 2                         | 42  | Alex Rins             | Honda     | 24    | +0 s 095        | 3      | 20     |
| 3                         | 32  | Isaac Vinales         | KTM       | 24    | +0 s 230        | 6      | 16     |
| 4                         | 21  | Francesco Bagnaia     | KTM       | 24    | +0 s 487        | 17     | 13     |
| 5                         | 12  | Alex Marquez          | Honda     | 24    | +0 s 931        | 7      | 11     |
| 6                         | 7   | Efren Vazquez         | Honda     | 24    | +0 s 940        | 1      | 10     |
| 7                         | 33  | Enea Bastianini       | KTM       | 24    | +1 s 026        | 13     | 9      |
| 8                         | 17  | John McPhee           | Honda     | 24    | +1 s 221        | 8      | 8      |
| 9                         | 10  | Alexis Masbou         | Honda     | 24    | +1 s 575        | 4      | 7      |
| 10                        | 84  | Jakub Kornfeil        | KTM       | 24    | +2 s 173        | 20     | 6      |
| 11                        | 63  | Zulfahmi Khairuddin   | Honda     | 24    | +11 s 840       | 9      | 5      |
| 12                        | 44  | Miguel Oliveira       | Mahindra  | 24    | +14 s 504       | 14     | 4      |
| 13                        | 52  | Danny Kent            | Husqvarna | 24    | +14 s 644       | 12     | 3      |
| 14                        | 41  | Brad Binder           | Mahindra  | 24    | +14 s 970       | 21     | 2      |
| 15                        | 65  | Philipp Öttl          | Kalex KTM | 24    | +22 s 226       | 23     | 1      |
| 16                        | 38  | Hafiq Azmi            | KTM       | 24    | +22 s 941       | 19     |        |
| 17                        | 61  | Arthur Sissis         | Mahindra  | 24    | +34 s 284       | 27     |        |
| 18                        | 43  | Luca Grünwald         | Kalex KTM | 24    | +36 s 495       | 26     |        |
| 19                        | 51  | Bryan Schouten        | Mahindra  | 24    | +36 s 610       | 24     |        |
| 20                        | 11  | Livio Loi             | Kalex KTM | 24    | +37 s 299       | 25     |        |
| 21                        | 3   | Matteo Ferrari        | Mahindra  | 24    | +40 s 190       | 28     |        |
| 22                        | 22  | Ana Carrasco          | Kalex KTM | 24    | +52 s 239       | 30     |        |
| 23                        | 34  | Michael Ruben Rinaldi | Mahindra  | 24    | +57 s 728       | 29     |        |
| 24                        | 4   | Gabriel Ramos         | Kalex KTM | 24    | +59 s 699       | 32     |        |
| 25                        | 9   | Scott Deroue          | Kalex KTM | 24    | +1 Tour         | 23     |        |
| Ab.                       | 31  | Niklas Ajo            | Husqvarna | 21    | Chute           | 5      |        |
| Ab.                       | 5   | Romano Fenati         | KTM       | 19    | Abandon         | 10     |        |
| Ab.                       | 19  | Alessandro Tonucci    | Mahindra  | 7     | Chute           | 16     |        |
| Ab.                       | 23  | Niccolo Antonelli     | KTM       | 6     | Chute           | 15     |        |
| Ab.                       | 98  | Karel Hanika          | KTM       | 3     | Chute           | 11     |        |
| Ab.                       | 95  | Jules Danilo          | Mahindra  | 3     | Chute           | 31     |        |
| Ab.                       | 58  | Juanfran Guevara      | Kalex KTM | 0     | Chute           | 18     |        |
| Résultats Officiels Moto3 |     |                       |           |       |                 |        |        |
| Analyse par tour          |     |                       |           |       |                 |        |        |

| Pos | Num | Pilote              | Pts au championnat | Écart    |
| --- | --- | ------------------- | ------------------ | -------- |
| 1   | 9   | Jack Miller         | 104 pts            |          |
| 2   | 5   | Romano Fenati       | 74 pts             | -30 pts  |
| 3   | 7   | Efren Vazquez       | 72 pts             | -32 pts  |
| 4   | 42  | Alex Rins           | 71 pts             | -33 pts  |
| 5   | 12  | Alex Marquez        | 60 pts             | -44 pts  |
| 6   | 32  | Isaac Vinales       | 44 pts             | -60 pts  |
| 7   | 84  | Jakub Kornfeil      | 37 pts             | -67 pts  |
| 8   | 21  | Francesco Bagnaia   | 36 pts             | -68 pts  |
| 9   | 10  | Alexis Masbou       | 35 pts             | -69 pts  |
| 10  | 52  | Danny Kent          | 26 pts             | -78 pts  |
| 11  | 33  | Enea Bastianini     | 25 pts             | -79 pts  |
| 12  | 17  | John McPhee         | 23 pts             | -81 pts  |
| 13  | 44  | Miguel Oliveira     | 20 pts             | -84 pts  |
| 14  | 11  | Livio Loi           | 17 pts             | -87 pts  |
| 15  | 31  | Niklas Ajo          | 16 pts             | -88 pts  |
| 16  | 58  | Juanfran Guevara    | 9 pts              | -95 pts  |
| 17  | 98  | Karel Hanika        | 8 pts              | -96 pts  |
| 18  | 23  | Niccolo Antonelli   | 7 pts              | -97 pts  |
| 19  | 63  | Zulfahmi Khairuddin | 6 pts              | -98 pts  |
| 20  | 41  | Brad Binder         | 5 pts              | -99 pts  |
| 21  | 19  | Alessandro Tonucci  | 3 pts              | -101 pts |
| 22  | 65  | Philipp Öttl        | 2 pts              | -102 pts |